# Callicarpa maingayi
Espèce
Classification phylogénétique
Statut de conservation UICN

 LC  : Préoccupation mineure
Callicarpa maingayi est une espèce de plantes à fleurs du genre Callicarpa de la famille des Verbenaceae, selon la classification classique, des Lamiaceae, selon la classification phylogénétique. C'est un arbuste que l'on trouve en Malaisie et à Singapour.